# Kunovac Kupirovački
Kunovac Kupirovački – wieś w Chorwacji, w żupanii zadarskiej, w gminie Gračac. W 2011 roku liczyła 37 mieszkańców.